# Horst Stoeckel
Horst Stoeckel (* 26. September 1930 in Łódź; † 18. März 2022) war ein deutscher Anästhesist und Hochschullehrer.

## Leben
Stoeckel studierte von 1949 bis 1955 an der Humboldt-Universität zu Berlin Medizin und wurde dort 1958 zum Dr. med. promoviert. Er war Assistenzarzt von 1955 bis 1956 am Institut für Pharmakologie der Humboldt-Universität in Berlin, von 1956 bis 1958 am Krankenhaus Marienberg/Sachsen, von 1959 bis 1960 in der Abteilung für Anästhesiologie des Hufeland-Hospitals Berlin-Buch und 1961 am Institut für Physiologie der Humboldt-Universität Berlin. Er verließ Ost-Berlin und ging nach Heidelberg, wo er sich von 1962 bis 1974 in der Klinik für Anästhesiologie der Universität Heidelberg auf dem Gebiet der Narkose und Schmerzbehandlung spezialisierte und 1962 Facharzt für Anästhesiologie wurde. Nach seiner Habilitation 1969 in Heidelberg wurde 1973 zum außerplanmäßigen Professor für Anästhesiologie an der Universität Heidelberg ernannt und 1974 auf den neu eingerichteten Lehrstuhl für Anästhesiologie der Rheinischen Friedrich-Wilhelms-Universität Bonn berufen. Diese Berufung war mit der Übernahme der Direktion des ebenfalls neu gegründeten Instituts für Anästhesiologie der Universität Bonn verbunden. Von 1981 bis 1983 wirkte er als Dekan der Medizinischen Fakultät. 1995 wurde er emeritiert. Im Jahr 2000 gründete er das Horst Stoeckel Museum für die Geschichte der Anästhesiologie an der Rheinischen Friedrich-Wilhelms-Universität zu Bonn.

## Ehrungen und Mitgliedschaften
- 1985: Mitglied des Royal College of Anaesthetics
- 1990: Ehrenmitglied der polnischen Gesellschaft für Anästhesiologie und Intensivtherapie
- 1990: Korrespondierendes Mitglied der finnischen Gesellschaft für Anästhesiologie
- 1990: Gewähltes Mitglied der Sektion Chirurgie, Orthopädie und Anästhesiologie der deutschen Akademie der Naturforscher „Leopoldina“
- 1991: Ehrenmitglied der Vereinigung der Universitätsanästhesisten der Vereinigten Staaten von Amerika
- 1991: Ehrendoktor der Medizinischen Akademie Łódź/Polen
- 1992: Verdienstorden der Bundesrepublik Deutschland
- 1993: Ehrenmitglied der japanischen Gesellschaft für Anästhesiologie
- 1997: Ehrenmitglied der deutschen Gesellschaft für Anästhesiologie und Intensivmedizin
- 1997: Ehrendoktor der Medizinischen Fakultät der Humboldt-Universität zu Berlin

## Veröffentlichungen (Auswahl)
- Das Horst-Stoeckel-Museum für die Geschichte der Anästhesiologie in Bonn. In: Jürgen Schüttler (Hrsg.): 50 Jahre Deutsche Gesellschaft für Anästhesiologie und Intensivmedizin: Tradition und Innovation. Springer-Verlag, Berlin/Heidelberg/New York 2003, ISBN 3-540-00057-7, S. 175–181.